# Canthidium excisipes
Canthidium excisipes är en skalbaggsart som beskrevs av Vladimir Balthasar 1939. Canthidium excisipes ingår i släktet Canthidium och familjen bladhorningar. Inga underarter finns listade.